# Нью-Лондон (Техас)
Нью-Лондон (англ. New London) — город в США, в округе Раск в штате Техас.
Первоначально назывался Лондон (London). В 1882 году в техасском округе Кимбл было открыто почтовое отделение, которое также назвали Лондоном. В 1931 году город Лондон был переименован в Нью-Лондон.
В годы Великой депрессии город богател за счёт добычи нефти на месторождении Ист-Тексас, открытом в 1930 году. В 1932 году была открыта школа, которая обошлась в 1 млн долларов.

## Взрыв в школе в Нью-Лондоне

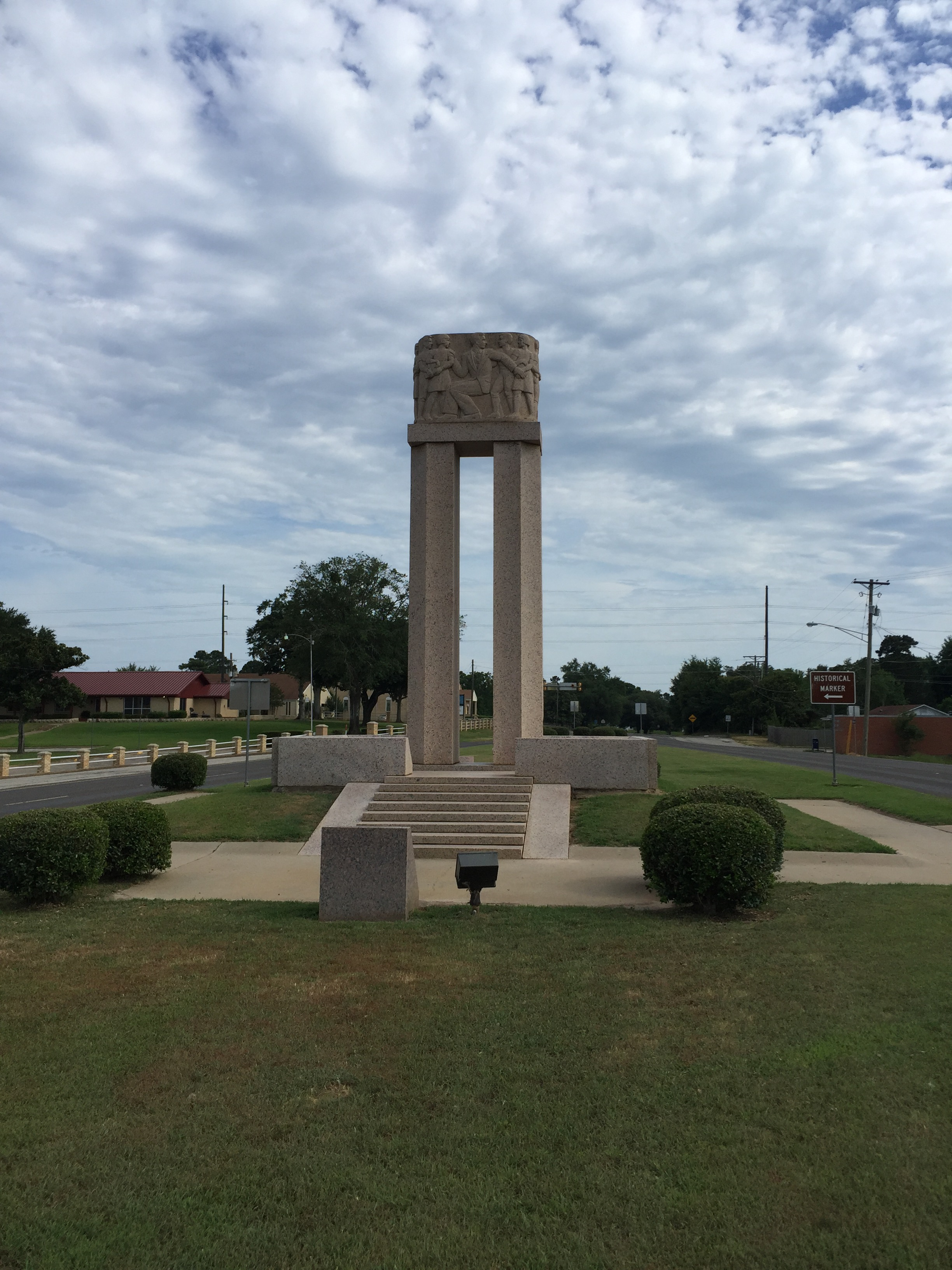
Мемориал в память о жертвах взрыва в школе в Нью-Лондоне

18 марта 1937 года при взрыве в школе в Нью-Лондоне погибло несколько сотен человек (точное количество не установлено), большинство из них — школьники. Ещё несколько сотен получили ранения. Причиной стала утечка газа из газопровода. Случайная искра вызвала взрыв.
Среди первых прибывших к месту катастрофы репортёров был юный Уолтер Кронкайт из United Press International (UPI) в Далласе, позднее освещавший Нюрнбергский процесс.
Адольф Гитлер выразил президенту Рузвельту в послании 20 марта:
В связи с ужасной катастрофой в Нью-Лондоне, унесшей столько молодых жизней, я выражаю вашему превосходительству мои искренние соболезнования, а также соболезнования немецкого народа.
Природный газ не имеет запаха, что не позволяет обнаруживать утечки, а также присутствие газа в помещениях до момента образования взрывоопасной или вредной концентрации. После катастрофы в Техасе введена так называемая одоризация газа — придание газу характерного, главным образом предупреждающего, запаха. Одоризацию газов осуществляют введением в газ сильно пахнущих веществ, называемых одорантами. Позднее одоризация стала широко применяться в США. В качестве одоранта использовался этилмеркаптан или калодорант (Calodorant), содержащий серу почти целиком в сульфидной и дисульфидной форме.
В 1998 году через улицу от школы был открыт музей.